# アシッドジャズ
アシッドジャズ（Acid jazz）は、1980年代にイギリス
のクラブシーンから派生したジャズの文化。ジャズ・ファンクやソウル・ジャズ等の影響を受けた音楽のジャンル。レコードレーベルの名称。

## 概要
1981年、ロンドン・カムデンのクラブ「Electric Ballroom」にて、DJのポール・マーフィーがジャズのレコードを選曲するイベント「Jazz Room」を開催した。また、マンチェスターではクラブ「Berlin」のDJ コリン・カーティスやクラブ「Ritz」のダンス・グループ、ジャズ・ディフェクターズによるジャズ・イベントが話題となり、ジャズに合わせて踊る文化が生まれた。
1984年、「Jazz Room」はロンドン・ソーホーのクラブ「The Wag Club」へ移転し、ジャイルス・ピーターソン、バズ・フェ・ジャズらのDJを輩出した。
1985年にサイモン・ブース率いるワーキング・ウィークは、「Electric Ballroom」で選曲されていたフュージョンに影響を受けてアルバム『ワーキング・ナイツ』を制作した。サイモン・ブースは、アルバム『ワーキング・ナイツ』に収録された「Stella Marina」がアシッド・ジャズとして最初に作られた楽曲であるとの見解を示している。
1985年、DJのクリス・バングスとジャイルス・ピーターソンによりジャズ・イベント「Special Branch」、「Mambo Madness」が開催され、クラブにおけるジャズ・シーンが発展する。その後、「Special Branch」は、スペインのイビサ島で開催されるまでに規模が拡大した。
1986年に、ロンドン・カムデンロックのクラブ「Dingwalls」で開催されたジャイルス・ピーターソン、パトリック・フォージ、ボブ・ジョーンズらのDJによるイベント「Talkin' Loud and Saying Something」が反響を呼び、ジャズのムーブメントは定着していった。
1988年、ファッション雑誌『I.D.』が、クリス・バングス、ジャイルス・ピーターソンらを特集したことにより、ジャズ・シーンは急激に勢いをつけ、1990年には、イギリス全国のクラブ、バー、パブ、大学等で数多くのイベントが催され、アシッド・ジャズのスタイルが確立した。アシッド・ジャズ・シーンは、従来のジャズ・ダンス・シーンと音楽性に変わりはなく、同一のジャズ・ムーヴメントを指している。
アシッド・ジャズの普及には、ポール・ブラッドショウが編集長を務める音楽雑誌『Straight No Chaser』も貢献した。 同誌はアシッド・ジャズを頻繁に取り上げた他、アートワークを重視しアシッド・ジャズのイベント・フライヤーを手掛けるイアン・スウィフト (Swifty)を表紙のデザイナーに起用した。イアン・スウィフトは、ジャイルス・ピーターソンが設立したレーベル「トーキング・ラウド」のアートワークも数多く手掛けている。
アシッド・ジャズを掲げたクラブのイベントでは、ジャズ・ファンク、ソウル・ジャズを中心に、ジェームス・ブラウン等のファンクや、ハンク・モブレーの「Recado Bossa Nova」、ウッディ・ハーマンの「The Sidewinder」といったスタンダード・ジャズから、ボサノヴァ／ブラジリアン、ブーガルー等のラテンジャズまで、様々な楽曲がDJによって選曲された。 また、時代の経過とともに、ジャズの音源をサンプリング・ソースに用いたヒップホップやハウスも選曲されるようになった。

## 語源とその背景
アシッド・ジャズのアーティストであるスノウボーイが語源について関係者へインタビューを重ねたところ、1988年2月6日にミドルセックス州ブレントフォードのウォーターマンズ・アーツ・センターで行われたイベント「Special Branch」で、DJプレイ中のジャイルス・ピーターソンと共にDJブースの中にいたクリス・バングスが、二人の背後に設置されたプロジェクターで点滅する「ACID」の文字を見て「アシッド・ジャズ」との言葉を発案したことがわかった。 その後、ジャイルス・ピーターソンはマイクを使い「アシッド・ジャズ」と発したことから、エディ・ピラー、サイモン・ブースらの間にその呼称が伝わったとされる。
1988年3月26日、クリス・バングスとジャイルス・ピーターソンによりアシッド・ジャズを掲げた初のイベント「Cock Happy」が行われている。
その一方で、1987年に「アシッド・ジャズ・レコーズ」を設立したエディ・ピラーによると、1985年頃にクリス・バングスとジャイルス・ピーターソンが「The Wag Club」で行っていた月曜セッションと「Royal Oak」等で行っていたイベント「Special Branch」にて「アシッド・ジャズ」との言葉が生まれたとしており、呼称の由来となる、発祥した場所と年時に相違はあるが、スノウボーイとエディ・ピラーの対談において、クリス・バングスが呼称の発案者であるとの見解は一致している。 また、クリス・バングス自身も呼称の発案者であることを自認している。
クリス・バングスが「アシッド・ジャズ」との言葉を発案する際にジャイルス・ピーターソンの選曲していた楽曲は、諸説が存在する。アート・ブレイキーの「The Feast」とサブー・マルティネスの「Message From Kenya」を選曲していたとする説が多勢を占める中、本人のジャイルス・ピーターソンとスノウボーイは、ミッキー&ソウル・ジェネレーションの「Iron Leg」の7インチ・レコードを選曲していたとし、エディ・ピラーはジェームス・ブラウンの「In The Middle」を選曲していたとしている。

## 主要なレコード・レーベル
1987年、「キッズのための、キッズによるジャズ」をコンセプトに、エディ・ピラーとジャイルス・ピーターソンによって「アシッド・ジャズ・レコーズ」レーベルが設立され、ジャミロクワイのデビュー・シングル「When You Gonna Learn」の他、オムニバス盤「Totally Wired」シリーズをリリースした。アシッド・ジャズ・レコーズから独立したジャイルス・ピーターソンは、1990年に「トーキング・ラウド」レーベルを設立し、1991年に全英シングルチャート（Music Week）6位を記録したインコグニートのシングル「Always There」をはじめ、オマー「There's Nothing Like This」、ガリアーノ「Long Time Gone」、ヤング・ディサイプルズ「Apparently Nothin'」等、全英シングルチャート20位以内にランクインするヒット・シングルをリリースした。
カテゴリーの著名なアーティストとしてインコグニート、ジャミロクワイ、ブラン・ニュー・ヘヴィーズ、US3、日本ではユナイテッド・フューチャー・オーガニゼイション、MONDO GROSSO、キョート・ジャズ・マッシヴらが挙げられる。アーティストにより様々な作風を持ち、カテゴリーの統一性を持ち合わせていないが、ブルーノート・レコードのBNLA期にリリースされたジャズ・ファンクやギル・スコット・ヘロン、ファラオ・サンダースらのスピリチュアル・ジャズ、1970年代に発表されたスティーヴィー・ワンダー 、マーヴィン・ゲイ
らのモータウン・サウンドをモチーフにしている。

## ジャズ・ファンク
ジャイルス・ピーターソンらのDJに「ファンク・ジャズ」と呼ばれていたジャズ・ファンクは、16ビートのフュージョンとは異なり、ジャズのアンサンブルで16ビートのリズムを持つ楽曲を指している。 プレスティッジ・レコード7000番台のアルバム、プーチョ&ザ・ラテン・ソウル・ブラザーズ『ヒート!』や、10000番台のアルバム、ファンク・INC.『ファンク・INC.』等の作品の他、ブルーノート・レコードより1967年にリリースされたルー・ドナルドソンのアルバム『アリゲイター・ブーガルー』から1971年にリリースされたグラント・グリーンのアルバム『シェイズ・オブ・グリーン』、BNLA期ではドナルド・バードのアルバム『ブラック・バード』等が含まれる。

## ヒップホップ
ジャイルス・ピーターソンが、パブリック・エナミーとブランフォード・マルサリスが共演した「Fight The Power」やロニー・リストン・スミス「Expansions」のフレーズをサンプリングしたステッツァソニックの「Talkin' All That Jazz」をクラブやFMで選曲したことに始まる。 次第にアシッド・ジャズのムーブメントとヒップホップが呼応を始め、Straight No Chaser誌（1990年 ISSUE9）では「Hip Hop Meets Be Bop」を特集した。1990年にはアシッド・ジャズのグループ、ヤング・ディサイプルズがプロデュースしたドリーム・ウォリアーズのシングル「My Definition Of A Boombastic Jazz Style」が、全英シングルチャート（1990年11月）13位を記録した。また、映画『モ'・ベター・ブルース』のサウンドトラックよりシングルカットされたギャング・スターの「Jazz Thing」や、ジャズ・ベーシストのロン・カーターが参加したア・トライブ・コールド・クエストのアルバム『ロウ・エンド・セオリー』は、アシッド・ジャズのDJにより評価された。
以降、ヒップホップとのコラボレーションが発展を遂げ、ギャング・スター、ファーサイド、メインソースらヒップホップ・アーティストが参加したブラン・ニュー・ヘヴィーズのアルバム『ヘヴィ・ライム・エクスプレスVOL.1』や、エンディア・ダベンポート（ブラン・ニュー・ヘヴィーズ）、コートニー・パイン、ドナルド・バード、ブランフォード・マルサリス、ロイ・エアーズ、ロニー・ジョーダン、ロニー・リストン・スミスらのジャズ・アーティストが参加したグールーのアルバム『ジャズマタズ (ヒップ・ホップ・ジャズ革命)』がリリースされた。
アシッド・ジャズのDJが取り上げた楽曲の中からヒット曲も生まれた。1992年に、ボブ・ジェームスの「Tappan Zee」をサンプリングしたアレステッド・ディベロップメントのシングル「People Everyday」が全英シングルチャート2位、全米チャート（Billboard Hot 100）8位を記録。1993年には、ディゲイブル・プラネッツが、アート・ブレイキー、ザ・クルセイダーズ、マイルス・デイヴィスらの音源をサンプリングしたアルバム『リーチン』でグラミー賞ベスト・ラップ・パフォーマンスを受賞した。 1994年、ハービー・ハンコックの「Cantaloupe Island」をサンプリング・ソースに用いたUS3のシングル「Cantaloop」が、全米チャート（Billboard Hot 100）9位のヒットを記録している。また、「Cantaloop」はブルーノート・レコードよりリリースされ、公式に音源のサンプリング使用を認められた。

## ボサノヴァ／ブラジリアン
コリン・カーティスは、1980年代初頭からアメリカ盤のブラジリアン・フュージョンをクラブで選曲していた。
1985年、ジャイルス・ピーターソンが監修したDJ向けのコンピレーション・アルバム『Jazz Juice Vol.1』に、セルジオ・メンデスの「Mas Que Nada」やアイアート・モレイラの「Celebration Suite」等、アメリカ製のブラジル音楽が収録された。バトゥカーダを基調にした「Celebration Suite」は、アシッド・ジャズのクラブで人気となり、その後、複数のカバー・バージョンがリリースされている。
1986年に「Far Out Records」のジョー・デイヴィスが、入手困難なブラジル盤レコードを現地から輸入してDJへ供給を始めたことにより、1960年代のジャズ・サンバやMPBがクラブ・シーンに紹介された。 MPBの代表的なアーティスト、ジョイスのアルバム『フェミニーナ』に収録された「Aldeia De Ogum」は、アシッド・ジャズ・シーンにおいて取り分け人気が高く、ジョイスのロンドン公演「トーキング・ラウド・セッション」の際には、観客がロック・コンサートさながらの盛り上がりを見せた。 ジョイス同様に女性シンガーのエリス・レジーナも高く評価されており、代表曲の「Upa,Negrinho」は、エドゥ・ロボのオリジナル・バージョンと共にジャズのDJの間でスタンダードとなっている。
1992年にセルジオ・メンデスは、サンバ・ヘギ（レゲエ調のサンバ）のリズム 
を取り入れたシングル「What Is This?」をリリースした。 「What Is This?」は、アシッド・ジャズの著名なDJにプレイされて話題となり セルジオ・メンデスは新しいリスナーを獲得した。

## モッズ
1985年、モッズ・ムーヴメント第二世代の主要人物エディ・ピラーが、「Royal Oak」で行われていたジャイルス・ピーターソンのジャズ・イベント「Special Branch」に足を運び始めた。イベントで選曲されていたジミー・スミス、ジミー・マクグリフ、ジャック・マクダフら、ジャズ・オルガン奏者の楽曲がモッズの間で評判となり、来場客の半数をモッズ・コネクションで占めるようになった。
モッズ・グループのプリズナーズでハモンドオルガンを弾いていたジェイムス・テイラーは、エディ・ピラーにカルテットの結成を提案され、ジェイムス・テイラー・カルテットとしてハービー・ハンコックの「Blow Up」のカバー・バージョンを録音した。 ジェイムス・テイラー・カルテットは、後に、エディ・ピラーが設立したアシッド・ジャズ・レコーズよりアルバムをリリースした。
ジャイルス・ピーターソンは、アシッド・ジャズ・シーンとモッズ・シーンを区別しており、「（アシッド・ジャズと）モッズやポール・ウェラーとの共通点は、ジミー・スミスとガビッチ・ジャンパー」に限られているとの見解を示している。

## 日本のジャズ
1979年、DJであり、レコードの流通業者でもあったトニー・モンソンが、西ロンドン・ハマースミスのレコード店「フライ・オーヴァー」で日本のジャズ・ファンクとフュージョンの輸入レコードを販売する。渡辺貞夫、向井滋春、日野皓正、福村博のレコードは「ジャップ・ジャズ」と呼ばれ、1枚15ポンド〜20ポンド（1980年のレートで7500円〜10000円に相当）という高値で販売されていた。これらのアーティストの楽曲を、ダンカン・ユーレンやマルコム・ジェームスといった日本ジャズ専門のDJの他に、クリス・ヒル、クリス・ブラウン、ショーン・フレンチらジャズ・ファンクのDJがプレイしたことで、日本のジャズはイギリス全土で爆発的な人気となった。ポール・マーフィーは「Electric Ballroom」でDJをする際に、渡辺貞夫のアルバム『Open Road』に収録された「Felicidade」を選曲し、パトリック・フォージは、日野皓正の「Merry-Go-Round」をアシッド・ジャズの神髄であると評し、DJをする際に選曲をしていた。また、ダンカン・ユーレンのJAPANESE JAZZ CHARTでは、渡辺香津美と坂本龍一のアルバム『KYLYN』に収録された「Akasaka Moon」や中村照夫のアルバム『ルート80』に収録された「A Day In The Life Of A Frog」が選ばれている。

## DJ/アーティスト/プロデューサー
| - イアン・スウィフト - インコグニート - エディ・ピラー - オマー - ガリアーノ - キョート・ジャズ・マッシヴ - クリス・バングス - コーデュロイ - コリン・カーティス | - サイモン・ブース - ジェイムス・テイラー・カルテット - ジャイルス・ピーターソン - ジャズ・ディフェクターズ - ジャミロクワイ - ジョー・デイヴィス - スノウボーイ - バズ・フェ・ジャズ - パトリック・フォージ | - ブラン・ニュー・ヘヴィーズ - ポール・ブラッドショウ - ポール・マーフィー - ボブ・ジョーンズ - MONDO GROSSO - ヤング・ディサイプルズ - ユナイテッド・フューチャー・オーガニゼイション - Guru's Jazzmatazz - US3 |